# Women in Uniform
«Women in Uniform» (с англ. — «Женщины в униформе») — третий сингл хеви-метал-группы Iron Maiden.

## Список композиций
| №  | Название                                         | Длительность |
| -- | ------------------------------------------------ | ------------ |
| 1. | «Women in Uniform» (кавер-версия песни Skyhooks) | 3:11         |
| 2. | «Invasion»                                       | 2:39         |
| 3. | «Phantom of the Opera» (концертная запись)       | 7:12         |

В немецком двенадцатидюймовом издании вместо 2-й композиции стоит концертная версия «Drifter».

## Участники записи
- Пол Ди’Анно — вокал
- Деннис Стрэттон — гитара
- Дэйв Мюррей — гитара
- Стив Харрис — бас
- Клайв Барр — ударные